# سانتياغو أمادور
سانتياغو أمادور (بالإسبانية: Santiago Amador)‏ هو دراج كولومبي، ولد في 4 أبريل 1964.

## وصلات خارجية
- سانتياغو أمادور على موقع أرشيف الدراجات (الإنجليزية)